# Nikolay Muzhytov
Nikolay (ou Nasim) Garifullovich Muzhytov (en russe : Николай Гарифуллович Мужитов), né le 12 janvier 1942, est un biathlète soviétique. 

## Biographie
Aux Championnats du monde 1971, il remporte le titre mondial du relais avec Viktor Mamatov, Alexandre Tikhonov et Rinnat Safin. 
Différentes blessures l'ont empêché d'être sélectionné pour les Jeux olympiques en 1968 et 1972.
Après sa carrière sportive, il reste dans le biathlon pour devenir entraîneur dans la région d'Oulianovsk.

## Palmarès

### Championnats du monde
- Mondiaux 1971 à Hämeenlinna :
  -  Médaille d'or en relais.